# 1321 هـ
1321 هـ هي سنة في التقويم الهجري امتدت مقابلةً في التقويم الميلادي بين سنتي 1903 و1904.

## أحداث
- قبيلة مطير الموالون لآل رشيد يهاجمون الكويت فيهب السلطان عبد العزيز لنجدتهم. وكانت نتيجة المعركة غير واضحة.
- مقابلة الملك عبد العزيز مع المعتمد السياسي البريطاني في البحرين وطلب منه الحيلولة، دون إنزال القوات التركية في حالة استيلاء أمير الرياض على الأحساء.
- ربيع الأول ابن رشيد يحاول للمرة الأخيرة الاستيلاء على الرياض، ولكنه انهزم أمام حاميتها عبد الرحمن بن فيصل والد الملك عبد العزيز.
- ضم الملك عبد العزيز المدن والقرى التي تقع جنوب نجد.
- وفي نهاية هذا العام اتجه الملك عبد العزيز إلى القصيم.

## مواليد
- أبو الأعلى المودودي
- تونكو عبد الرحمن
- فرج العمران
- محمد حسين الطباطبائي
- أحمد العاصي
- أحمد طوقان
- أحمد ياسين الخياري
- إلياس أبو شبكة
- توفيق الفكيكي
- حسين الخليفة
- عبد العزيز بن فيصل الدويش
- محمد طاهر الكردي

## وفيات
- آغا الله آبادي
- سليمان العامر
- شتينجاس
- هنري كسلز كاي
- علي الماجد